# طاقة بحرية
الطاقة البحرية أو القوى البحرية ( وتسمى في بعض الأحيان طاقة المحيط أو قوة المحيط أو الطاقة الحركية للمحيط ) هي الطاقة المتولدة من موجات المحيط أو من ظاهرة المد والجزر أو من ملوحة المياة أو من اختلاف درجات حرارة المياة. فنتيجة لحركة المياة في محيطات العالم يتم توليد مقدارا هائلا من الطاقة الحركية والتي يمكن استخدامها لتوليد الكهرباء المستخدمة إما في المنازل , وسائل النقل , المصانع.
ويتم استخدام مصطلح الطاقة البحرية ليشمل أشكال عديدة من الطاقة مثل الطاقة الموجية وهي الطاقة المتولدة نتيجة حركة أمواج المحيط السطحية , طاقة المد والجزر و هي شكل من أشكال طاقة الحركة والتي تكون مخزنة في التيارات الناتجة عن المد والجزر . ولا يتم اعتبار طاقة الرياح البحرية شكل من أشكال الطاقة البحرية فهي شكل من أشكال طاقة الرياح.
فلذلك تعتبر المحيطات من أهم مصادر توليد الطاقة المتجددة في العالم.

## توقعات عالمية
يأمل العالم بأن يتم رفع الطاقة البحرية المولدة من 20000 إلى 80000 تيرا واط ساعي من تغير درجة حرارة مياة المحيطات , ملوحة المياة، حركة الأمواج.
| شكل الطاقة                   | التوليد السنوي             |
| ---------------------------- | -------------------------- |
| طاقة المد والجزر             | > 300 تيرا واط ساعي        |
| التيارات البحرية             | > 800 تيرا واط ساعي        |
| طاقة إسموزية                 | 2000 تيرا واط ساعي         |
| الطاقة الحرارية لمياة المحيط | 10000 تيرا واط ساعي        |
| طاقة موجية                   | 8000 - 80000 تيرا واط ساعي |

وتأمل أندونيسيا أن تستفيد من موقعها الجغرافي وترفع نسبة التوليد من 49 جيجاواط إلى 727 جيجاواط.

## أشكال الطاقة البحرية

### طاقة متجددة

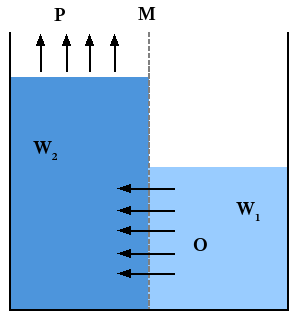
آلية الطاقة الزرقاء

تعتبر المحيطات مصدرا واسع للطاقة والتي لا يتم إستغلالها بشكل جيد. فنستطيع توليد الطاقة من موجات المحيط أو من ظاهرة المد والجزر أو من ملوحة المياة أو من اختلاف درجات حرارة المياة.
وتعمل الولايات المتحدة على تطوير وصناعة أفضل الأجهزة لضمان الإستغلال الأمثل، ومن هذة الأجهزة:
- محولات طاقة الأمواج والتي يتم استخدامها في المناطق الساحلية المفتوحة والتي بها موجات كبيرة.
- توربينات المد والجزر والتي يتم استخدامها في المناطق الساحلية ومصبات الأنهار .
- التوربينات البخارية والتي تستخدم في الأنهار سريعة الحركة.
- توربينات تيارات المحيط القوية.
- التوربينات الحرارية والتي يتم استخدامها في المياه الاستوائية العميقة.

#### طاقة الأمواج البحرية

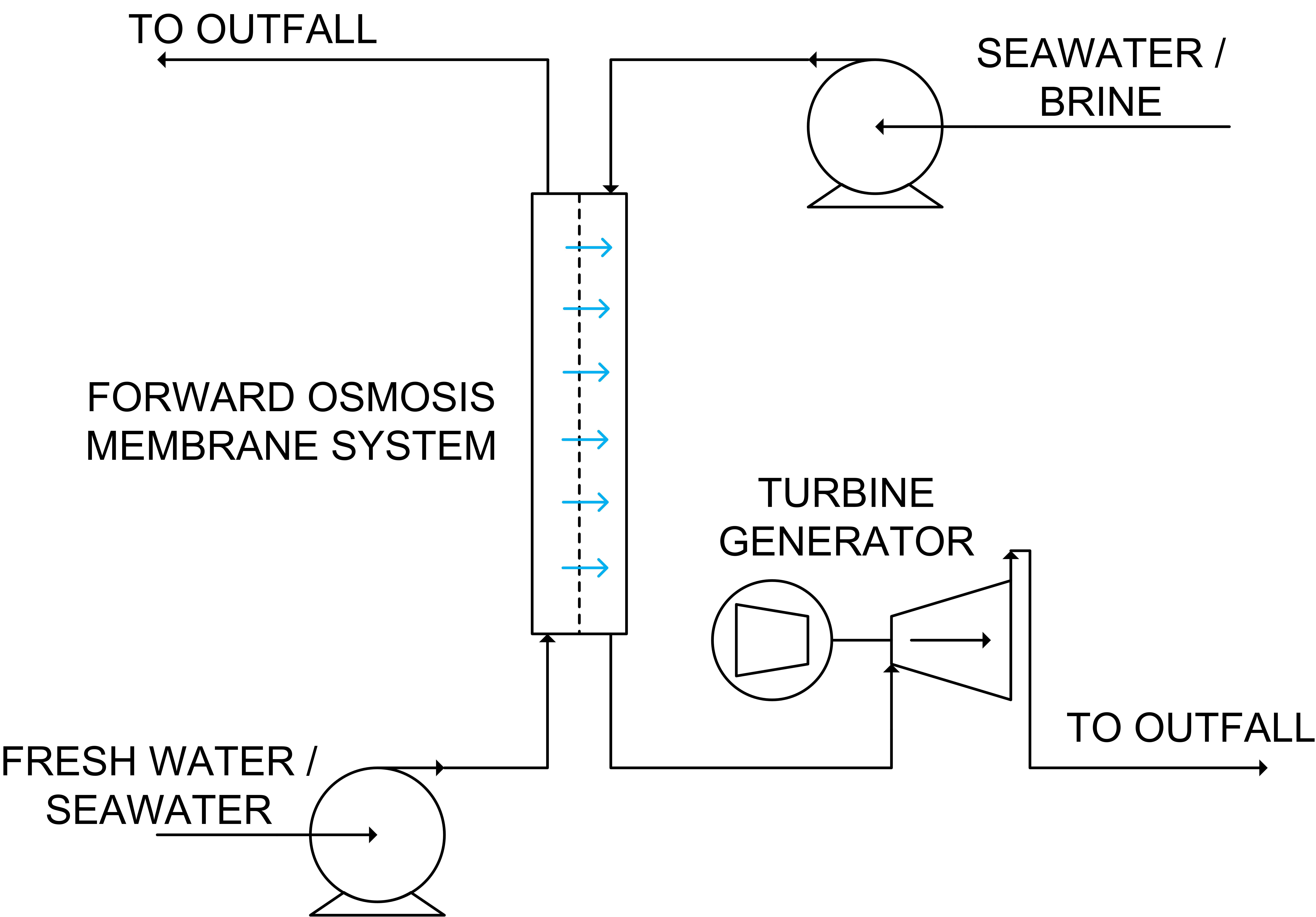
مخطط بسيط لمحطات توليد الطاقة الكهربية المعتمدة على الطاقة الإسموزية

تتولد التيارات البحرية نتيجة الرياح واختلاف كل من درجات الحرارة والملوحة وعمق المياه ودوران الأرض . وتعتبر الشمس هي القوة الدافعة الرئيسية لحركة الأمواج.
بسبب ثبات سرعة الموجة تقريبا ( لا توجد تغيرات كبيرة في سرعة الأمواج ) , وثبات اتجاه الموجة يتم استخدام توربينات لتوليد الطاقة الكهربية.
وتستخدم تيارات المحيط كأداه هامة في تحديد المناخ في أغلب مناطق العالم.

#### الطاقة الإسموزية
يتم توليد الطاقة الكهربية بناء على اختلاف نسبة الأملاح بين المياه العذبة ومياه البحر . حيث يتم إنشاء ضغط يؤدي إلى حركة و دوران التوربين .
فعند التقاء ماء عذب وآخر مالح، يربط بينهما غشاء رقيق حاجز، فينتقل الماء العذب إلى المالح عبر الغشاء مولداً بذلك ضغطا يُستخدم لتحريك التوربين و توليد الكهرباء . فمثلا بنسبة أملاح 3.5 % و بدرجة حرارة 10 سيلسيوس فإن الضغط الناشئ يكون 28 بار ، و الذي ينخفض إلى النصف تقريبا داخل المحطة.
وتعتبر الأماكن التي يصب فيها نهر (ماء عذب) في البحر (ماء مالح) أو ملتقى مصبين يختلفان في نسبة أملاحهما، كمجرى المياه العادمة مثلا في النهر هي أنسب الأماكن لإنشاء محطة طاقة إسموزية.

#### الطاقة الحرارية للمحيطات
تختلف درجة حراره المياه بشكل واسع في المحيطات على حسب العمق. ففي السطح تكون المياه معرضة أكثر للشمس فترتفع درجة حرارتها، وكلما إزداد العمق كلما قل تعرض المياه لأشعة الشمس فتقل درجة الحرارة.
يكون الفرق في درجات الحرارة كبيرا خاصة في المياه الإستوائية , وقد تكون الدورة إما دورة مفتوحة أو مغلقة أو خليط.

#### طاقة المد والجزر
طاقة المد والجزر هي نوع من طاقة الحركة التي تكون مخزونة في التيارات الناتجة عن المد والجزر الناتجة بطبيعة الحال عن جاذبية القمر والشمس ودوران الأرض حول محورها وعليه تصنف هذه الطاقة على أنها طاقة متجددة .
الكثير من الدول الساحلية بدأت الاستفادة من هذه الطاقة الحركية لتوليد الطاقة الكهربائية وبالتالي تخفيف الضغط عن محطات الطاقة الحرارية، والنتيجة تخفيف التلوث الصادر عن المحطات الحرارية التي تعمل بالفحم أو بالبترول .
لابد من إن يكون ارتفاع المد والجزر لا يقل عن 5 متر.

#### الطاقة الموجية
هي نقل الطاقة من أمواج المحيط السطحية، وتسخيرها في اشغال ميكانيكية مفيدة مثل توليد الكهرباء، تحلية المياه أو ضخ المياة إلى المخازن المائية.

### الطاقة غير المتجددة
كما تعتبر المحيطات مكان هاما لإستخراج النفط والغاز الطبيعي ولذلك يتم اعتبار المحيطات مصدر لكل أنواع الطاقة المتجددة وغير المتجددة. ولكن المشكله هي التكلفة العالية للمعدات وصعوبة استخراج الوقود ونقله. وآثاره السلبية على الثدييات البحرية ونظافة المياه.

## الآثار البيئية
هناك مخاوف بيئية كثيرة مرتبطة بزيادة توليد الطاقة البحرية منها:
- الخوف من إصابة الثدييات البحرية والأسماك بشفرات توربينات المد والجزر .
- الآثار الجانبية للمجال الكهرومغناطيسي المتولد من أجهزة الطاقة البحرية.
- الوجود المادي لمشاريع الطاقة قد يؤثر على سلوك الطيور البحرية و الثدييات البحرية والأسماك.
- التلوث المائي.[9]

وتوفر قاعدة البيانات تيثيس (Tethys) الوصول إلى معلومات عامة عن الآثار البيئية المحتملة للطاقة البحرية.